# Willi Abt
Willi Abt (* 3. Mai 1923; † 27. März 2013) war ein deutscher Fußballspieler vom SV Darmstadt 98, welcher in der damals erstklassigen Fußball-Oberliga Süd  in der Runde 1950/51 für die Elf vom Stadion am Böllenfalltor 33 Ligaspiele absolviert hat. Nach dem Abstieg 1951 hat der Abwehrspieler mit den „Lilien“ noch bis 1957 in der 2. Liga Süd gespielt.

## Laufbahn
Der über die Station TSV Darmstadt (bis 1947) zu Darmstadt 98 gekommene Defensivspieler erreichte mit den Blau-Weißen in der Runde 1949/50 den Meisterschaftserfolg in der Amateurliga Hessen vor Viktoria Aschaffenburg und damit den Einzug in die Aufstiegsrunde zur Oberliga Süd. Dort setzten sich die Achtundneunziger gegen den 1. FC Pforzheim, FV Union Böckingen und den 1. FC Bamberg mit 10:2 Punkten durch und schafften damit den Aufstieg in die Oberliga Süd. In der 18er-Staffel der Runde 1950/51 debütierte Darmstadt am 20. August 1950 mit einem 5:4-Heimerfolg vor 14.000 Zuschauern gegen den VfR Mannheim. Es schloss sich im ersten Auswärtsspiel am 27. August ein 4:1-Erfolg beim SSV Reutlingen an und somit empfingen die „Lilien“ zum zweiten Heimspiel am 3. September den Karlsruher Stadtteilclub VfB Mühlburg vor 15.000 Zuschauern. Das Spiel wurde mit 0:2 verloren und auch das sofort folgende nächste Heimspiel am 10. September gegen den Südtitelverteidiger der SpVgg Fürth brachte vor 20.000 Zuschauern mit 0:3. In allen vier Startspielen stand Willi Abt in der Defensive des Aufsteigers. Im Verlauf der Hinrunde erreichte das Team um Rekordtorschütze Georg Reeg (15 Tore) und die weiteren Stammspieler Werner Barth, Werner Böhmann, Erich Herder, Ludwig Herwig, Rudi Leichtlein, Karl Mühlbach, Hermann Schmidtner und Albert Thalheimer lediglich noch gegen den VfL Neckarau (1:0), FC Bayern München (3:2) und Schwaben Augsburg (2:1) doppelte Punktgewinne, so dass nach 17 Spieltagen Darmstadt mit 13:21 Punkten den 14. Rang belegte. Willi Abt hatte alle Hinrundenspiele bestritten. In der Rückrunde fehlte er nur an einem Spieltag und beendete somit am Rundenschlusstag, den 29. April 1951, mit einem 3:1-Heimerfolg gegen den FC Schweinfurt 05 nach 33 Oberligaeinsätzen die Verbandsrunde 1950/51. Da die Südstaffel von 18 auf 16 Vereine zur Saison 1951/52 reduziert wurde, stieg Abt mit Darmstadt als Tabellenfünfzehnter gemeinsam mit BC Augsburg, FC Singen 04 und dem SSV Reutlingen in die 2. Liga Süd ab. Eine Besonderheit spielte sich beim Auswärtsspiel am 22. Oktober 1950 gegen die Blau-Schwarzen des SV Waldhof ab: Durch den Platzverweis des Keepers Hans Ruhl, zur damaligen Zeit durfte noch nicht ausgewechselt werden, nahm Willi Abt den Platz zwischen den Pfosten des Darmstädter Tores ein. Tatsächlich meisterte der Feldspieler zwei Strafstöße der Waldhöfer, konnte aber letztendlich die 2:7-Niederlage nicht verhindern.
Willi Abt war bei Darmstadt 98 in der 2. Liga Süd noch bis einschließlich der Runde 1956/57 aktiv, danach beendete er seine höherklassige Spielerlaufbahn.